# 007 死ぬのは奴らだ (曲)
- 007 死ぬのは奴らだ
- 007/死ぬのは奴らだ

「007 死ぬのは奴らだ」（Live and Let Die）は、ウイングスの楽曲である。1973年に公開された同名の映画の主題歌として制作された楽曲で、作詞作曲はポール・マッカートニーと妻リンダの共作で、プロデュースとオーケストラアレンジはジョージ・マーティンが手がけた。脚本の完成前に、マッカートニーは映画のプロデューサーであるハリー・サルツマンとアルバート・R・ブロッコリから主題歌の作曲を依頼を受けた。ウイングスは、『レッド・ローズ・スピードウェイ』のセッション期間中であった1972年10月にAIRで「007 死ぬのは奴らだ」のレコーディングを行なった。本作は『007』シリーズの主題歌史上初のロック・ナンバーとなっている。映画ではB.J.アルアヌによる別バージョンも使用されている。
Billboard Hot 100では最高位2位、全英シングルチャートでは最高位9位を記録。1974年の第16回グラミー賞で最優秀ヴォーカル入りインストゥルメンタル編曲賞を受賞した。ウイングスのコンサート・ツアーやウイングス解散後のマッカートニーのソロ・ツアーで演奏されており、演奏時には打ち上げ花火の演出が採用されることがある。1991年にガンズ・アンド・ローゼズによってカバーされ、このカバー・バージョンは1993年の第35回グラミー賞で最優秀ハードロック・パフォーマンス賞にノミネートした。

## 背景・レコーディング
トム・マンキーウィッツが映画『007/死ぬのは奴らだ』の脚本を完成する前に、同作のプロデューサーであるサルツマンとブロッコリーはマッカートニーに主題歌の作曲を依頼。作曲に際してマッカートニーは、イアン・フレミングの原作のコピーを送るように頼んだ。マッカートニーは、「ソングライターとしての野望の1つは、ジェームズ・ボンドのテーマソングを作ることだった。簡単にできるものじゃないとわかっていたけど、僕の目には魅力的な仕事だと感じられた」と語っている。
ウイングスは、『レッド・ローズ・スピードウェイ』のセッション期間中であった1972年10月19日にジョージ・マーティンのプロデュースのもと、AIRで「007 死ぬのは奴らだ」のレコーディングを行なった。レコーディングにはレイ・クーパー（パーカッション）や40人編成のオーケストラが参加している。
サルツマンは、当初ウイングスの代わりにシャーリー・バッシーやテルマ・ヒューストンが本作を歌うことを考えていた。マーティンが完成した曲を映画会社に聴かせた際、会社側から「映画では誰にこの歌を歌わせるつもりか？テルマ・ヒューストンか？」と聞かれ、マーティンが「もうポールがレコーディングを済ませてるじゃないか！」と返したというエピソードが残っている。ウイングスによる「007 死ぬのは奴らだ」は、映画のオープニングで使用され、B.J.アルナウによる別バージョンも映画で使用された。アルナウによる別バージョンは、マーティンが作曲したインストゥルメンタル「ニューオリンズの罠」（Fillet of Soul  –  New Orleans）と「ハーレムの危機」（Fillet of Soul  –  Harlem）とのメドレーとしてサウンドトラック・アルバムに収録され、1973年6月下旬にRCAレコードからシングル盤としても発売された。

## リリース・影響
「007 死ぬのは奴らだ」は、イギリスで1973年4月16日、アメリカで5月10日に放送された特別番組『James Paul McCartney』で先行公開された。番組内ではスタジオでウイングスが本作を演奏する様子と、映画のシーンの一部が放送された。『ビルボード』誌は、当時の「最高位の007映画のテーマ」とし、「甘美なメロディー、オーケストラによる突発的な喧騒、レゲエの一片、『1812年』のようなより大げさな演奏」の組み合わせを引き合いに、「マッカートニーの最も満足のいくシングルの1つ」と評し、『キャッシュボックス』誌も「あらゆる点で素晴らしい曲」と評している。
「007 死ぬのは奴らだ」は、イギリスで1973年6月1日、アメリカで1973年6月18日にシングル盤として発売された。本作は、アメリカの3つのチャートのうち、最高位2位となった『ビルボード』誌のHot 100を除く2つのチャートで首位を獲得した。イギリスの全英シングルチャートでは最高位9位を記録。アメリカでは、100万枚以上の売り上げにより、アメリカレコード協会からゴールド認定を受けている。1974年の第16回グラミー賞で最優秀ヴォーカル入りインストゥルメンタル編曲賞と最優秀ポップ・パフォーマンス賞(デュオまたはグループ)にノミネートし、最優秀ヴォーカル入りインストゥルメンタル編曲賞を受賞した。
「007 死ぬのは奴らだ」は、1973年7月に発売された映画のサウンドトラック・アルバム『007/死ぬのは奴らだ』にオープニング・トラックとして収録された。その一方で、マッカートニーのオリジナル・アルバムには未収録となっており、『ウイングス・グレイテスト・ヒッツ』（1978年）、『オール・ザ・ベスト』（1987年、アメリカ盤）、『夢の翼〜ヒッツ&ヒストリー〜』（2001年）、『ピュア・マッカートニー〜オール・タイム・ベスト』（2016年）などのコンピレーション・アルバムに収録された。2018年12月7日に『レッド・ローズ・スピードウェイ』のデラックス・エディションが発売され、同作のボーナス・オーディオの1つとして「007 死ぬのは奴らだ」のリマスター音源とテイク10が収録された。
1973年のウイングスのイギリスツアーを皮切りに、マッカートニーは多数のライブで本作を演奏している。ライブでの演奏時には打ち上げ花火を仕掛けるなど、観客を特に盛り上げる演出がなされており、マッカートニーはこの演出について「ジェームズ・ボンドといったら轟音と銃声だから」と語っている。ライブ音源は『ウイングス・オーヴァー・アメリカ』（1976年）、『ポール・マッカートニー・ライブ!!』（1990年）、『ポール・イズ・ライブ』（1993年）、『バック・イン・ザ・U.S. -ライブ2002』（2002年）、『バック・イン・ザ・ワールド』（2003年）、『グッド・イヴニング・ニューヨーク・シティ〜ベスト・ヒッツ・ライヴ』（2009年）などのライブ・アルバムに収録された。
2001年のアメリカ同時多発テロ事件の発生直後、クリアチャンネルは放送自粛曲リストを作成。同リストには本作も含まれている。
2007年に公開されたアニメ映画『シュレック3』で本作が使用され、同作のサウンドトラック・アルバムにも収録された。2022年に披露されたジェームズ・ボンド 007シリーズが60周年を迎えたことを記念したモンタージュでも本作が使用された。

## クレジット
※出典（特記を除く）
- ポール・マッカートニー - ボーカル、ピアノ
- リンダ・マッカートニー - キーボード、バッキング・ボーカル
- デニー・レイン - ベース、バッキング・ボーカル
- ヘンリー・マックロウ（英語版） - ギター
- デニー・セイウェル（英語版） - ドラム
- レイ・クーパー（英語版） - パーカッション[8]
- 演奏者不明（40人） - オーケストラ[7]
- ジョージ・マーティン - プロデュース、オーケストラアレンジ[32]

## チャート成績（ウイングス版）

### 週間チャート
| チャート (1973年)                 | 最高位 |
| --------------------------------- | ------ |
| オーストラリア (Go-Set Top 40)    | 3      |
| ベルギー (Ultratop 50 Wallonia)   | 32     |
| Canada Top Singles (RPM)          | 2      |
| 日本 (オリコン)                   | 25     |
| オランダ (Dutch Top 40)           | 27     |
| オランダ (Single Top 100)         | 32     |
| ニュージーランド (Listener)       | 20     |
| ノルウェー (VG-lista)             | 2      |
| UK シングルス (OCC)               | 9      |
| US Bjllboard Hot 100              | 2      |
| US Easy Listening (Bjllboard)     | 8      |
| US Cash Box Top 100               | 1      |
| US Record World Singles Chart     | 1      |
| 西ドイツ (Official German Charts) | 31     |

### 年間チャート
| チャート (1973年)              | 順位 |
| ------------------------------ | ---- |
| オーストラリア (Go-Set Top 40) | 24   |
| Canada Top Singles (RPM)       | 39   |
| US Billboard Hot 100           | 56   |
| US Cash Box                    | 33   |

## 認定
| 国/地域                    | 認定 | 認定/売上数 |
| -------------------------- | ---- | ----------- |
| アメリカ合衆国 (RIAA)      | Gold | 1,000,000^  |
| ^ 認定のみに基づく出荷枚数 |      |             |

## 未発表のパロディ
本作には、アル・ヤンコビックによる「Chicken Pot Pie」というパロディソングが存在しており、1990年代のライブで食べ物をテーマとしたメドレー内の1曲として演奏された。1992年、ヤンコビックは「Chicken Pot Pie」をアルバムに収録するにあたり許可を求めたが、マッカートニーは自身がベジタリアンであり、肉の消費の促進につながるおそれからこれを拒否。同じくベジタリアンであるヤンコビックは、マッカートニーの考えを尊重してアルバムへの収録を断念した。

## ガンズ・アンド・ローゼズによるカバー
1991年、アメリカのロックバンド、ガンズ・アンド・ローゼズがアルバム『ユーズ・ユア・イリュージョン I』でカバー。ガンズ・アンド・ローゼズによるカバー・バージョンの邦題は、「リヴ・アンド・レット・ダイ」となっている。レコーディングにはマシュー・マッケイガン、レイチェル・ウェスト、ロバート・クラーク、ジョン・トラウトワインの4名がホーン・セクションとして参加しており、また、ブラインド・メロンのシャノン・フーンがバックグラウンド・ボーカルで参加した。
1991年12月1日にゲフィン・レコードからシングル盤として発売され、カップリング曲として1991年8月31日のウェンブリー・スタジアム公演から「リヴ・アンド・レット・ダイ」と「シャドウ・オブ・ユア・ラヴ」のライブ音源が収録された。ガンス・アンド・ローゼスによるカバー・バージョンは、『ビルボード』誌のAlbum Rock Tracksで最高位20位、Hot 100で最高位33位を記録したほか、イギリス、アイルランド、ノルウェー、ポルトガルなどのシングルチャートでトップ5入りした。フィンランドとニュージーランドのシングルチャートでは首位を獲得。1993年の第35回グラミー賞で最優秀ハードロック・パフォーマンス賞にノミネートした。
1997年に公開された映画『ポイント・ブランク』でサウンドトラックとして使用され、同作のサウンドトラック・アルバムにも収録された。

### シングル収録曲
| #         | タイトル                                                                            | 作詞・作曲                                                            | 時間 |
| --------- | ----------------------------------------------------------------------------------- | --------------------------------------------------------------------- | ---- |
| 1.        | 「リヴ・アンド・レット・ダイ (LPヴァージョン)」(Live and Let Die)                   | ポール・マッカートニー リンダ・マッカートニー                         | 2:59 |
| 2.        | 「リヴ・アンド・レット・ダイ（ライヴ・ヴァージョン）」(Live and Let Die (Live))     | ポール・マッカートニー リンダ・マッカートニー                         | 3:37 |
| 3.        | 「シャドウ・オブ・ユア・ラヴ （ライヴ・ヴァージョン）」(Shadow of Your Love (Live)) | アクセル・ローズ イジー・ストラドリン ポール・トバイアス （ 英語版 ） | 2:50 |
| 合計時間: | 合計時間:                                                                           | 合計時間:                                                             | 9:26 |

### チャート成績（ガンス・アンド・ローゼス版）
| チャート (1991年 - 1992年)             | 最高位 |
| -------------------------------------- | ------ |
| オーストラリア (ARIA)                  | 10     |
| オーストリア (Ö3 Austria Top 40)       | 27     |
| ベルギー (Ultratop 50 Flanders)        | 20     |
| ヨーロッパ (Eurochart Hot 100)         | 7      |
| フィンランド (Suomen virallinen lista) | 1      |
| フランス (SNEP)                        | 39     |
| ドイツ (GfK Entertainment charts)      | 33     |
| ギリシャ (IFPI)                        | 10     |
| アイルランド (IRMA)                    | 5      |
| オランダ (Dutch Top 40)                | 12     |
| オランダ (Single Top 100)              | 13     |
| ニュージーランド (Recorded Music NZ)   | 1      |
| ノルウェー (VG-lista)                  | 3      |
| ポルトガル (AEP)                       | 3      |
| スペイン (AFYVE)                       | 14     |
| スウェーデン (Sverigetopplistan)       | 15     |
| スイス (Schweizer Hitparade)           | 19     |
| UK シングルス (OCC)                    | 5      |
| US Billboard Hot 100                   | 33     |
| US Album Rock Tracks (Billboard)       | 20     |

| チャート (1992年)                    | 順位 |
| ------------------------------------ | ---- |
| ニュージーランド (Recorded Music NZ) | 27   |

### 認定（ガンス・アンド・ローゼス版）
| 国/地域                          | 認定   | 認定/売上数 |
| -------------------------------- | ------ | ----------- |
| オーストラリア (ARIA)            | Gold   | 35,000      |
| イギリス (BPI)                   | Silver | 200,000     |
| 認定のみに基づく売上数と再生回数 |        |             |